# Танглвајлд-Томпсон Плејс (Вашингтон)
Танглвајлд-Томпсон Плејс (енгл. Tanglewilde-Thompson Place) насељено је место без административног статуса у америчкој савезној држави Вашингтон.

## Демографија
По попису из 2010. године број становника је 5.892, што је 222 (3,9%) становника више него 2000. године.
| Група             | 2000.         | 2010.         |
| Белци             | 3.871 (68,3%) | 3.595 (61,0%) |
| Афроамериканци    | 399 (7,0%)    | 341 (5,8%)    |
| Азијати           | 394 (6,9%)    | 466 (7,9%)    |
| Хиспаноамериканци | 516 (9,1%)    | 909 (15,4%)   |
| Укупно            | 5.670         | 5.892         |